# Sacciolepis cymbiandra
Sacciolepis cymbiandra är en gräsart som beskrevs av Otto Stapf. Sacciolepis cymbiandra ingår i släktet Sacciolepis och familjen gräs. IUCN kategoriserar arten globalt som livskraftig. Inga underarter finns listade i Catalogue of Life.